# Герол, Илья Моисеевич
Илья Моисеевич Герол (Героль; род. 1940) — литератор, политический колумнист (английский и русский языки), профессор, президент международной консалтинговой компании «MIG International Consulting».

## Биография
Окончил в 1962 году Латвийский Государственный Университет по специальности филология (русский язык и литература). Первая опубликованная статья «Роман о революционном Прометее» появилась в газете «Правда» в 1961 году.

## Журналистская деятельность с СССР и Канаде
В 1962 по 1973 год был редактор радиостанции «Атлантика», всесоюзного радио (Рига)
1973—1979 корреспондент, заведующий отделом газеты «Советская Молодежь» (Рига)
1980—1981 преподаватель в департаменте политологии Университета Британской Колумбии (Канада)
1981—1983 синдикатированный колумнист газеты «The Province» (Ванкувер, Британская Колумбия, Канада). В это время еженедельные международные обзоры и тематические статьи (columns) синдикатируются в газетах Канады, Соединенных Штатах, Израиля, Федеративной республики Германии.
С 1984 по 1990 синдикатированный колумнист, международный редактор столичной канадской газеты «Ottawa Citizen». Его статьи синдикатируются в десятках газет мира.
В 1987 Илья Герол получает престижную национальную премию «Southam press» — за приложение к газете, посвященное перестройке в СССР.
В 1988 году после многочасовой встречи с президентом Австрии (бывшим генеральным секретарем ООН) Куртом Вальдхаймом опубликовал серию ставших сенсационными статей под общим заголовком «Нацист который выиграл войну» — о нацистском прошлом бывшего руководителя мирового сообщества. Опубликованные в газете «Ottawa Citizen», эти статьи появлялись во многих мировых изданиях. При всей эмоциональности этого дела, и сам Курт Вальдхайм, и австрийское посольство в Канаде отметили как объективность Ильи Герола так и то что он предоставил возможность президенту Австрии высказать свою версию обсуждаемой ситуации.
В 1986, 1987, 1988 и 1989 Илья Герол освещал встречи президента США Рональда Рейгана и Генерального секретаря ЦК КПСС, президента СССР Михаила Горбачёва в Женеве, Вашингтоне, Рейкьявике и Мальте.

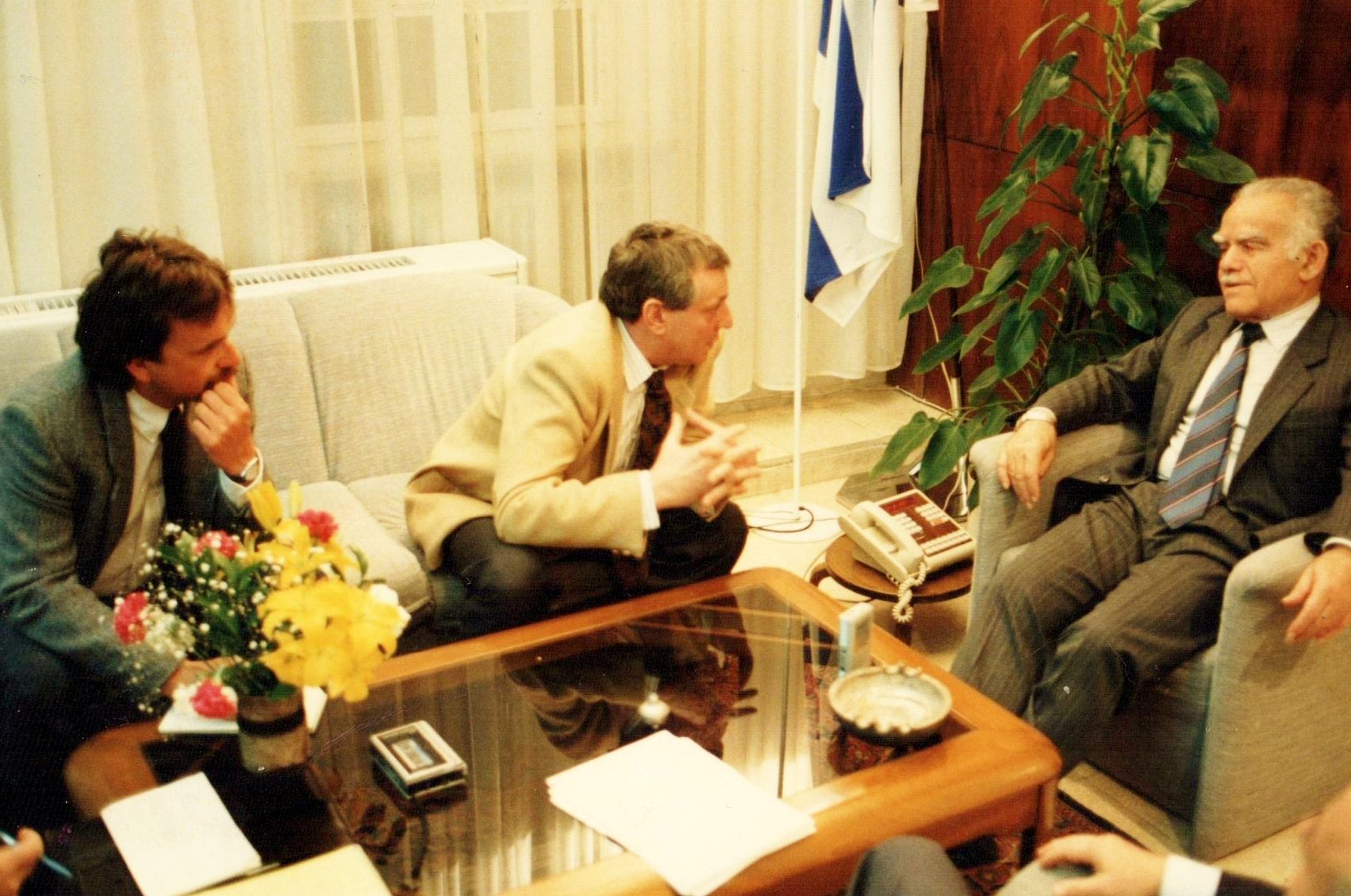
Илья Герол берет интервью у Ицхака Шамира

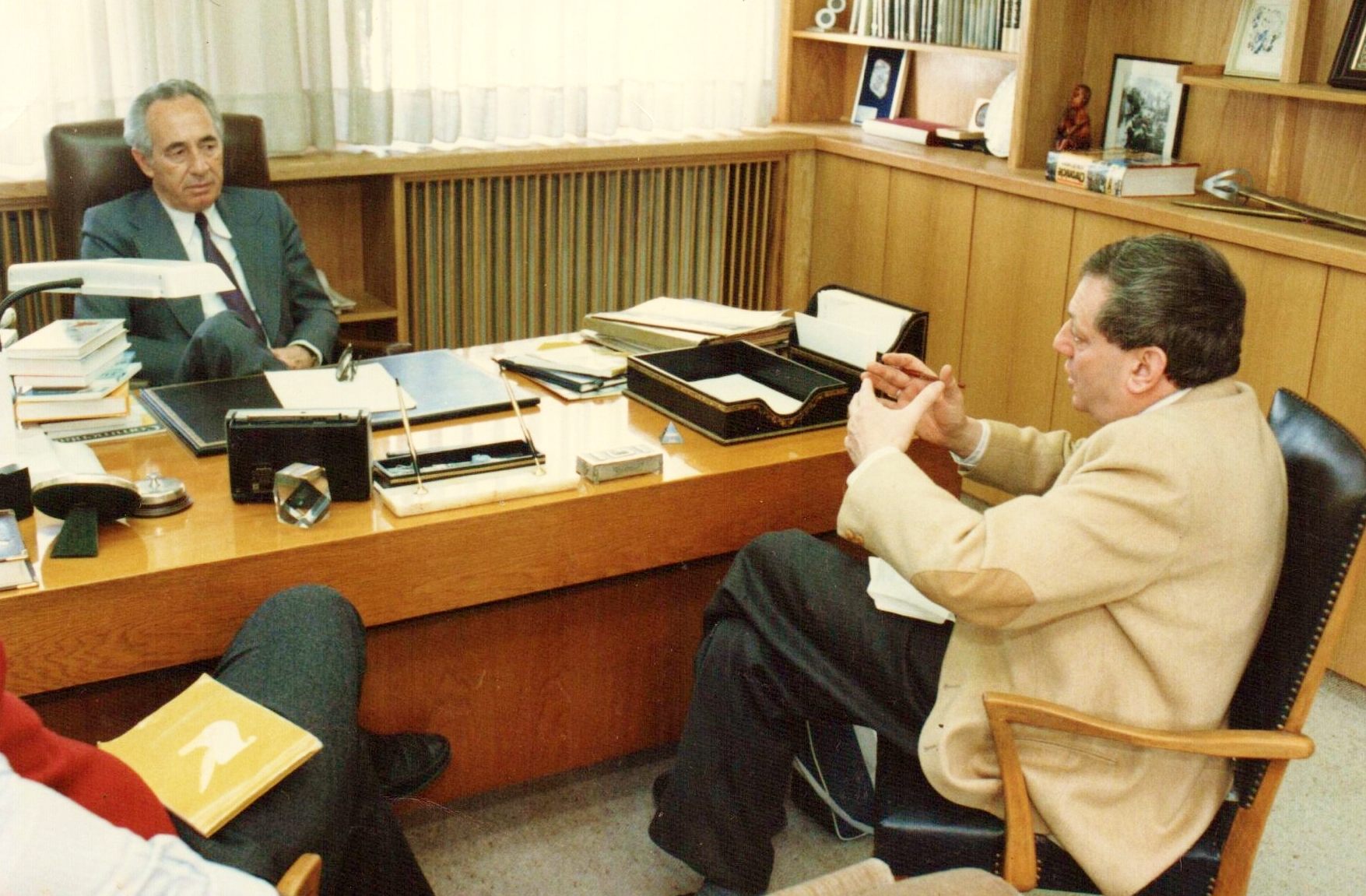
Илья Герол берет интервью у Шимона Переса

Илья Герол опубликовал интервью и заметки по своим встречам с Михаилом Горбачевым, Рональдом Рейганом, Хосни Мубараком, Ицхаком Шамиром, Шимоном Пересом, Ясером Арафатом, Баширом Жамиелем, Ро Тэ Ву, Беназир Бхутто и другими лидерами и государственными деятелями США, Советского Союза и России, Израиля, Великобритании, Германии, Исландии, Республики Корея, Исламской республики Пакистан и других стран.
В 1983 в рамках провозглашенной канадским правительством серии акций против режима апартеида в Южной Африке, Илья Герол дважды посетил ЮАР и создал серию статей а также телевизионных и публичных выступлений, резко направленных против режима апартеида.
С 2001 года Илья Герол ведет также активную консультативную деятельность как политического так и экономического характера. Эта деятельность направлена на улучшение экономических и торговых отношений между Канадой и Российской Федерацией, а также между Канадой и Таможенным Союзом.
С политическими и экономическими взглядами Ильи Герола знакомы люди  во многих странах – особенно университетская, политическая и общественная среда. Его лекции о современном международном положении, о различных аспектах Иранской проблемы, Израильско-Палестинского конфликта, Афганского вопроса и, в этой связи, политические процессы и этническо-религиозные противоречия в Пакистане и других странах южной Азии – с успехом проходят в США, Германии, Великобритании, России, Швеции, Аргентине, Израиле и других странах.
Илья Герол уделяет особое внимание в своей публицистической и аналитической деятельности продовольственной проблеме. Он часто выступает на конференциях связанных с производством и экономикой мясной сферы. Он успешно консультирует в этом вопросе такие организации как Канадский Мясной Совет, Канадская Экспортная Мясная Ассоциация, Мясной Союз Российской Федерации и т.д.
igerol — Илья Герол в «Живом Журнале»

## Книги
1. Вигнер И. Л. Чилийская баллада: Вокальный цикл для солиста и вокального ансамбля с ф.-п / Слова И. Героля. — Л.: Музыка: Ленинградское отделение, 1975. — 16 с.
2. Ilya Gerol. Raw Soul. — Vancouver: Riverrun Publishing, 1980. — ISBN 978-0-92-069005-5.
3. Ilya Gerol. The Threat / edited by Marta D. Olynyk. — Vancouver: Go Publishing, 1980. — 97 с. — ISBN 978-0-91-928300-8.
4. Ilya Gerol. TV exaggerates Lebanese damage. — Jerusalem: Israel Ministry of Foreign Affairs, Information Division, 1982. — ISBN 0-772-51655-3.
5. Ilya Gerol, Geoff Molyneaux. The manipulators: inside the Soviet media. — Toronto: Stoddart, 1988. — ISBN 0-772-51655-3.
6. Илья Герол. Дедушка подождет, сказал ангел. — СПб.: Лениздат, 1999. — 224 с. — 10 000 экз. — ISBN 5-289-01935-9.
7. Илья Герол. Роман о Романе. — СПб.: Лениздат, 2006. — 448 с. — (Время олигархов). — 10 100 экз. — ISBN 5-289-02354-2.
8. Илья Герол. Невстреча. — СПб.: Лениздат, Ленинград, 2006. — 384 с. — (Newреализм). — 3050 экз. — ISBN 5-289-02284-8.
9. Илья Герол. Последняя тайна Иуды. — СПб.: Лениздат, 2006. — 288 с. — 20 006 экз. — ISBN 5-289-02367-4.

## Публикации
1. Ilya Gerol. Reagan's aggressiveness has Soviet's wondering (англ.) // The Gazette. — Montreal, 1981, Mar 23. — P. 7.
2. Ilya Gerol. Ebbing spirit of detente brings Third World War closer (англ.) // The Gazette. — Montreal, 1982, Aug 20. — P. B-3.
3. Ilya Gerol. Israelis seem agreed Palestinians need homeland (англ.) // The Gazette. — Montreal, 1982, Sep 9. — P. B-3.
4. Ilya Gerol. Kremlin, White House switch rhetorical styles (англ.) // The Gazette. — Montreal, 1984, Jun 26. — P. B-3.
5. Ilya Gerol. It's time to recognize the real Kampuchea (англ.) // The Gazette. — Montreal, 1984, Jul 14. — P. B-3.
6. Ilya Gerol. Mubarak Faces Tough Task In Egypt (англ.) // The Citizen. — Ottawa, 1986, Aug 21. — P. A-9.
7. Ilya Gerol. Human rights key to trust between superpowers (англ.) // The Citizen. — Ottawa, 1986 Oct 11. — P. A-6.
8. Ilya Gerol. Kurt Waldheim: How he kept his Nazi past a secret (англ.) // The Citizen. — Montreal, 1986, Nov 17. — P. 1.